# Fylleklevs naturreservat
Fylleklevs naturreservat är ett naturreservat i Falkenbergs kommun i Halland.
Området är naturskyddat sedan 2024 och är 54 hektar stort. Reservatet ligger öster om Ätran och består av fyra delområden med ädellövskog med främst bok och ek. 